# Primera División de Azerbaiyán
La Primera División de Azerbaiyán (en azerí: Azərbaycan Birinci Divizionu) es la segunda división de fútbol de Azerbaiyán. La división está a cargo de la AFFA.

## Historia
Debido a la disolución de la Unión Soviética, todos los clubes de Azerbaiyán de la antigua Primera y Segunda División Soviética  conformaron una sola Primera División en Azerbaiyán, lo que significaba que el nuevo segundo nivel del fútbol de Azerbaiyán permanecería regionalizado. Durante las dos primeras temporadas de tres grupos regionales conformaron el segundo nivel, hasta que en 1994 la tabla única en uso hoy comenzó a ser utilizada.

## Sistema de competición
La liga se compone actualmente de 10 equipos. Después de cada temporada los dos primeros equipos son ascendidos directamente a la Liga Premier. Todos los equipos juegan entre sí dos veces.

## Equipos en la temporada 2024/25
| Equipo           | Ciudad      | Estadio                                | Capacidad |
| ---------------- | ----------- | -------------------------------------- | --------- |
| Baku Sporting    | Bakú        | Bine Stadium                           | 600       |
| Cəbrayıl         | Jabrayil    | Neftchi Football Center Stadium        | 200       |
| Difai Ağsu       | Ağsu        | Agsu City Stadium                      | 3.000     |
| İmişli           | Imishli     | Heydar Aliyev Stadium                  | 8.500     |
| Karvan           | Yevlax      | Yevlakh City Stadium                   | 5.000     |
| Qaradağ Lökbatan | Bakú        | Lökbatan Olympic Sport Complex Stadium | 2.500     |
| Mingəçevir       | Mingachevir | Yashar Mammadzade Stadium              | 5.000     |
| MOIK Baku        | Bakú        | Bine Stadium                           | 600       |
| Qäbälä           | Gabala      | Gabala City Stadium                    | 4.000     |
| Zagatala         | Zaqatala    | Zaqatala City Stadium                  | 3.500     |

## Campeones
| Año     | Campeón                            | Subcampeón                       |
| 1992    | Zabrat, Nicat Maştağa              | Azneftyağ, Kür Samux             |
| 1993    | Avtomobilçi Yevlax, Polad Sumqayıt | Xəzri Buzovna, Pambıqçı Neftçala |
| 1993-94 | Zabrat, Metallurq Sumqayıt         | Azneftyağ, MOIK                  |
| 1994-95 | Şəmkir                             | MOIK                             |
| 1995-96 | Xəzər Sumqayıt                     | Çinar                            |
| 1996-97 | AZAL                               | Çinar                            |
| 1997-98 | Şahdağ Qusar                       | Şəfa                             |
| 1998-99 | Inter                              |                                  |
| 1999-00 | Spartak Quba                       | Araz Naxçıvan                    |
| 2000-01 | MOIK                               | Ümid Bakı                        |
| 2001-02 | Lokomotiv İmişli                   | Xəzər Sumqayıt                   |
| 2003-04 | Gənclərbirliyi                     | Göyəzən Qazax                    |
| 2004-05 | AZAL                               | Energetik                        |
| 2005-06 | Qəbələ                             | Simurq                           |
| 2006-07 | MOIK                               | Bakılı                           |
| 2007-08 | MOIK                               | Bakılı                           |
| 2008-09 | ABN Bərdə                          | Şahdağ Qusar                     |
| 2009–10 | Kəpəz                              | MOIK                             |
| 2010–11 | Abşeron                            | Rəvan                            |
| 2011–12 | Qaradağ                            | Karvan                           |
| 2012–13 | Ağsu                               | Qaradağ                          |
| 2013-14 | Araz-Naxçıvan                      | Neftchala                        |
| 2014-15 | Neftchala                          | Ağsu FK                          |
| 2015-16 | Neftchala                          | Qaradağ Lökbatan                 |
| 2016-17 | Turan Tovuz                        | Səbail                           |
| 2017-18 | Khazar Baku                        | Qaradağ Lökbatan                 |
| 2018-19 | MOIK                               | Sumgayit-2                       |
| 2019-20 | Turan Tovuz                        | Sabail-2                         |
| 2020-21 | Neftçi-2                           | Zagatala                         |
| 2021-22 | Qaradağ Lökbatan                   | Shamakhi                         |
| 2022-23 | Araz-Naxçıvan                      | Neftçi-2                         |
| 2023-24 | Shamakhi                           | Qaradağ Lökbatan                 |

## Récords
Datos actualizados hasta el 4 de septiembre de 2011
- Más victorias consecutivas: Absheron, 23 (2010-11)[1]
- Más puntos en la temporada: Absheron, 72 puntos (2010-11)[1]
- Más partidos invicto: Absheron, 26 partidos (2010-11)[1]